# فرق (مكيال)
أصل الكلمة: فرْقٌ وفَرَقٌ بفتح الراء وسكونها وهي القسمة والجزء.
الفرق يساوي ستة أقساط ويساوي بذلك 16 عشر رطلا وثلاث آصع.
- عند الحنفية الفرق يساوي 6.5 كيلوغرام.
- وعند الجمهور: 6.12 كيلوغرام.